# Siège de Yeongwon
Guerre Imjin
Le siège de Yeongwon du mois d'août 1592 est un des premiers épisodes de la guerre Imjin qui a vu les forces japonaises de Hideyoshi Toyotomi envahir la Corée.

## Contexte
L'audace des soulèvements contre l'occupation japonaise dans le nord de Gangwon conduit les Japonais à menacer Séoul elle-même, de sorte qu'Ito Suketaka marche contre leur base principale.
Le gouverneur Kim Jae-gap réunit en hâte tous les soldats qu'il peut trouver avec des armes et des munitions et se rend à la forteresse presque imprenable de Yeongwon.
Les défenses naturelles de cet endroit sont inégalées dans toute la Corée. Sur les trois côtés, l'approche est presque à pic et une poignée d'hommes peut maintenir une armée à distance. Le gouverneur y a rassemblé des vivres en abondance et creusé un mur. Des pierres ont été empilées sur le dessus du mur pour être jetées sur quiconque tenterait d'escalader la hauteur.
Les soldats japonais reconnaissent la force de la position et essayent d'obtenir du gouverneur qu'il se rende sans combat. Un message est envoyé en haut de la pente et déposé au pied du mur. Il est dit : « Vous êtes condamnés. Même si vous tenez pendant deux mois, vous serez alors pris. Vous devez sortir et vous rendre immédiatement ». La seule réponse est le tronc sans tête du messager japonais qui roule en bas du précipice devant les yeux de l'armée d'invasion. Le lendemain, l'assaut commence.

## Le siège
Les assiégeants envahissent les côtés de la pente de sorte que pour surmonter les forces coréennes, le flanc de la montagne en est recouvert. Mais la garnison, bien que forte de seulement 5 000 hommes, n'éprouve aucune difficulté à les refouler.

## L'assaut final
Cette nuit-là, les Coréens fatigués par les travaux de la journée et jugeant impossible que les Japonais puissent essayer d'attaquer la nuit sur ces pentes abruptes, n'organisent pas de garde nocturne. Au petit matin du jour suivant, avant l'aube, un petit groupe de soldats japonais a fait son chemin face à l'abîme jusqu'à atteindre la base du mur. Quelques pierres sont déplacées jusqu'à créer une petite ouverture et la petite troupe fait son entrée dans la forteresse. Les Japonais se précipitent dans le camp avec un cri terrible et saisissent la garnison à demi-éveillée et totalement terrifiée. Les portes volent en éclats et en une heure la victoire est complète et le chef de la garnison est capturé encore endormi dans son lit. Le gouverneur Kim Jae-gap qui refuse de faire allégeance est abattu. Ishida Mitsunari, un des trois commissaires de Hideyoshi Toyotomi stationnés à Séoul, est ravi de la nouvelle et demande à Ito de lui envoyer la tête du gouverneur.

## Source de la traduction
- (en) Cet article est partiellement ou en totalité issu de l’article de Wikipédia en anglais intitulé « Siege of Yeongwon » (voir la liste des auteurs).